# Juan de la Vega y Correa
Juan de la Vega y Correa (La Campana, marzo de 1806-Cádiz, 18 de diciembre de 1883) fue un arquitecto español que ejecutó la mayor parte de su obra en la ciudad de Cádiz, desempeñando los cargos de Arquitecto Mayor de la Ciudad, arquitecto provincial y arquitecto diocesano, siendo el encargado de la dirección de las obras de la Catedral Nueva en su última fase. 
Ostentó el título de Caballero con Gran Cruz de la Real y Distinguida Orden Española de Carlos III. Además perteneció a la Real Academia Gaditana de Bellas Artes, a la Diputación Académica Provincial y a la Real Sociedad Central de Arquitectos. 

## Primeros años y formación
Nació en el seno de una familia acomodada de la localidad sevillana de La Campana. Su padre, don Antonio de la Vega, era un maestro de obras que trabajó en la Catedral de Sevilla.
Recibió los estudios básicos en su localidad natal y aprendió del oficio de su padre, acompañándolo en algunos de sus trabajos.
Cursó estudios en la Real Academia de Bellas Artes de San Fernando, en Madrid, y se convirtió en arquitecto titulado en 1836.

## Matrimonio y descendencia
En 1835 contrajo matrimonio en Madrid con María Francisca del Campo y Piñol, natural de Valencia, que le daría dos hijas: Florentina, que falleció a muy temprana edad, y Brígida Julia, que casaría con don Silverio Gómez de la Torre y López-Dóriga, de Bilbao, dándole tres nietos: María del Pilar, María del Dulce Nombre y Antonio Gómez de la Torre y de la Vega.
Así mismo, se hizo cargo de su hijastra Teodora López y del Campo, fruto del primer matrimonio de su esposa tras la muerte de ésta. Teodora López casó con D. Joaquín Ravenet y Marentes, Mariscal de Campo, quien ocupó los cargos  de Gobernador militar de Cádiz, Vizcaya y Canarias.